# Suidlanders
Suidlanders este un grup naționalist și survivalist afrikaner a cărui ideologie este fundamentată pe profețiile profetului bur Siener van Rensburg. Grupul consideră că un război rasial⁠(d) sau unul civil - denumit „Uhuru” sau „Noaptea cuțitelor lungi” - va avea loc în Africa de Sud ca urmare a eliminării populației albe. Aceștia prevăd un viitor colaps al infrastructurii și militează în favoarea evacuării sud-africanilor albi din marile orașe. Liderul Suidlanders este Gustav Müller. Activitățile acestora au adus în atenția mass-mediei internaționale ideea genocidului alb ca urmare a turneului realizat în 2017 în Statele Unite de către purtătorul de cuvânt Simon Roche și a declarațiilor politicianului australian Petter Dutton⁠(d) care a propus garantarea de vize tuturor fermierilor sud-africani albi.

## Istoric și convingeri
Grupul a fost înființat în 2006 de către Gustav Müller, aflat încă la conducerea organizației. Müller a susținut într-o înregistrare video din 28 mai 2016 afirmând că „vocația mea este să-i readuc pe buri la Dumnezeu”. Activitatea organizației s-a intensificat odată cu uciderea lui Eugène Terre'Blanche, un naționalist care, deși nu a declanșat tulburări sociale masive, a simpatizat cu organizațiile de extremă dreapta și cu unele grupuri conservatoare din Africa de Sud.
Membrii Suidlanders susțin că sunt o organizație civilă aflată la limita legalității în propria țară. Grupul se distanțează explicit de neonaziști, deși în același timp promovează teoria genocidului alb.
Suidlanders sunt influențați de profețiile fermierului Siener van Rensburg care a consiliat spiritual o suită de lideri militari buri în timpul celui de-al Doilea Război al Burilor. Despre acesta se susține că a prezis o revoltă imensă care va avea loc în Africa de Sud și va conduce la un așa-numit război rasial. Conform grupului, anarhia va cuprinde țara ca urmare a discursurilor revoluționare susținute de liderii africani marxiști care militează împotriva minorității albe.
După moartea lui Nelson Mandela, grupul Suidlanders a estimat că riscul unei revoluții este de 50% și că este timpul „să mergem în vacanță”, o trimitere la profeția „Uhuru” sau „Noaptea cuțitelor lungi” când persoanele de culoare ar fi început eliminarea albilor din Africa de Sud.